# Kazachstan op de Olympische Winterspelen 2002
Tijdens de Olympische Winterspelen van 2002, die in Salt Lake City (Verenigde Staten) werden gehouden, nam Kazachstan voor de derde keer deel.

## Deelnemers en resultaten
(m) = mannen, (v) = vrouwen 

### Alpineskiën
| Olympiër           | Discipline       | Resultaat | Prestatie                          |
| ------------------ | ---------------- | --------- | ---------------------------------- |
| Danil Anisimov     | reuzenslalom (m) | 53e       | 2.40,61 (+17,33) — 1.21,40+1.19,21 |
| Danil Anisimov     | slalom (m)       | dnf-1     | opgave run 1                       |
| Olesja Persidskaja | reuzenslalom (v) | dnf-1     | opgave run 1                       |
| Olesja Persidskaja | slalom (v)       | 34e       | 2.09,97 (+23,87) — 1.03,98+1.05,99 |

### Biatlon
| Olympiër      | Discipline        | Resultaat | Prestatie                                  |
| ------------- | ----------------- | --------- | ------------------------------------------ |
| Dmitri Pantov | 10 km sprint (m)  | 79e       | 29.46,3 (+4.55,0) pen.: 5 (2 + 3)          |
| Dmitri Pantov | 20 km (m)         | 49e       | 57.32,8 (+6.29,5) pen.: 3 (1 + 2 + 0 + 0)  |
| Jelena Doebok | 7,5 km sprint (v) | 62e       | 24.50,1 (+4.08,7) pen.: 1 (1 + 0)          |
| Jelena Doebok | 15 km (v)         | 60e       | 57.32,5 (+10.03,4) pen.: 5 (0 + 2 + 1 + 2) |

### Freestyleskiën
| Olympiër         | Discipline | Resultaat | Prestatie                    |
| ---------------- | ---------- | --------- | ---------------------------- |
| Aleksej Bannikov | moguls (m) | 24e       | dnq (kwalificatie: 22,14 p.) |

### Langlaufen
| Olympiër                                                                   | Discipline                       | Resultaat | Prestatie                                           |
| -------------------------------------------------------------------------- | -------------------------------- | --------- | --------------------------------------------------- |
| Vladimir Bortsov                                                           | sprint (m)                       | 49e       | dnq, kwal.:3.06,03 (+15,96)                         |
| Vladimir Bortsov                                                           | 30 km vrije stijl massastart (m) | 46e       | 1:17.47,5 (+6.16,5)                                 |
| Nikolaj Tsjebotko                                                          | sprint (m)                       | 33e       | dnq, kwal.:3.00,31 (+10,24)                         |
| Nikolaj Tsjebotko                                                          | 30 km vrije stijl massastart (m) | 22e       | 1:14.32,2 (+3.01,2)                                 |
| Nikolaj Tsjebotko                                                          | achtervolging 10 km+10 km (m)    | 39e       | +2.14,6 (klassiek:27.50,0 + vrije stijl:24.13,5)    |
| Andrej Golovko                                                             | 15 km klassiek (m)               | 18e       | 39.28,1 (+2.20,7)                                   |
| Andrej Golovko                                                             | 50 km klassiek (m)               | 23e       | 2:16.42,2 (+10.21,4)                                |
| Andrej Golovko                                                             | achtervolging 10 km+10 km (m)    | 21e       | +1.07,0 (klassiek:26.45,8 + vrije stijl:24.10,9)    |
| Denis Krivoesjkin                                                          | sprint (m)                       | 42e       | dnq, kwal.:3.02,73 (+12,66)                         |
| Denis Krivoesjkin                                                          | 15 km klassiek (m)               | 37e       | 40.27,7 (+3.20,3)                                   |
| Denis Krivoesjkin                                                          | achtervolging 10 km+10 km (m)    | 48e       | +3.15,8 (klassiek:28.22,0 + vrije stijl:24.42,7)    |
| Andrej Nevzorov                                                            | 30 km vrije stijl massastart (m) | 18e       | 1:14.12,1 (+2.41,1)                                 |
| Andrej Nevzorov                                                            | 50 km klassiek (m)               | 13e       | 2:13.53,1 (+7.32,3)                                 |
| Andrej Nevzorov                                                            | achtervolging 10 km+10 km (m)    | 15e       | +45,8 (klassiek:27.14,3 + vrije stijl:23.20,7)      |
| Maksim Odnodvortsev                                                        | sprint (m)                       | 50e       | dnq, kwal.:3.06,83 (+16,76)                         |
| Maksim Odnodvortsev                                                        | 30 km vrije stijl massastart (m) | 37e       | 1:16.25,6 (+4.54,6)                                 |
| Maksim Odnodvortsev                                                        | 50 km klassiek (m)               | 34e       | 2:19.50,3 (+13.29,5)                                |
| Pavel Rjabinin                                                             | 15 km klassiek (m)               | 42e       | 41.03,2 (+3.55,8)                                   |
| Igor Zoebrilin                                                             | 15 km klassiek (m)               | 44e       | 41.15,5 (+4.08,1)                                   |
| Igor Zoebrilin                                                             | 50 km klassiek (m)               | 35e       | 2:20.25,7 (+14.04,9)                                |
| Team Andrej Golovko Pavel Rjabinin Nikolaj Tsjebotko Andrej Nevzorov       | 4x10 km estafette (m)            | 14e       | 1:38.20,8 (+5.35,3) 24.39,2 26.38,0 23.42,2 23.21,4 |
|                                                                            |                                  |           |                                                     |
| Svetlana Desjevych                                                         | 10 km klassiek (v)               | 33e       | 30.39,2 (+2.33,6)                                   |
| Svetlana Desjevych                                                         | 30 km klassiek (v)               | 37e       | 1:46.18,1 (+15.21,0)                                |
| Svetlana Desjevych                                                         | achtervolging 5 km+5 km (v)      | 43e       | +1.57,8 (klassiek:14.16,2 + vrije stijl:12.51,7)    |
| Natalja Isatsjenko                                                         | sprint (v)                       | 51e       | dnq, kwal.:3.39,09 (+26,33)                         |
| Natalja Isatsjenko                                                         | 15 km vrije stijl massastart (v) | 49e       | 45.51,4 (+5.57,0)                                   |
| Svetlana Sjisjkina                                                         | 10 km klassiek (v)               | 21e       | 30.06,7 (+2.01,1)                                   |
| Svetlana Sjisjkina                                                         | 15 km vrije stijl massastart (v) | 33e       | 43.05,1 (+3.10,7)                                   |
| Svetlana Sjisjkina                                                         | 30 km klassiek (v)               | 16e       | 1:37.14,5 (+6.17,4)                                 |
| Svetlana Sjisjkina                                                         | achtervolging 5 km+5 km (v)      | 24e       | +1.05,1 (klassiek:14.00,6 + vrije stijl:12.15,0)    |
| Darja Starostina                                                           | sprint (v)                       | 53e       | dnq, kwal.:3.41,69 (+28,93)                         |
| Darja Starostina                                                           | 15 km vrije stijl massastart (v) | 45e       | 45.28,8 (+5.34,4)                                   |
| Jelena Antonova                                                            | 10 km klassiek (v)               | 29e       | 30.27,3 (+2.21,7)                                   |
| Jelena Antonova                                                            | 30 km klassiek (v)               | 32e       | 1:43.37,6 (+12.40,5)                                |
| Jelena Antonova                                                            | achtervolging 5 km+5 km (v)      | 47e       | +2.11,9 (klassiek:14.06,6 + vrije stijl:13.15,8)    |
| Oksana Jatskaja                                                            | 10 km klassiek (v)               | 24e       | 30.13,9 (+2.08,3)                                   |
| Oksana Jatskaja                                                            | 15 km vrije stijl massastart (v) | 25e       | 42.46,0 (+2.51,6)                                   |
| Oksana Jatskaja                                                            | 30 km klassiek (v)               | 17e       | 1:37.25,3 (+6.28,2)                                 |
| Oksana Jatskaja                                                            | achtervolging 5 km+5 km (v)      | 15e       | +59,1 (klassiek:13.48,3 + vrije stijl:12.21,0)      |
| Team Svetlana Desjevych Jelena Antonova Oksana Jatskaja Svetlana Sjisjkina | 4x5 km estafette (v)             | 11e       | 51.52,2 (+2.21,6) 13.53,9 13.23,2 12.04,0 12.31,1   |

### Schaatsen
| Olympiër              | Discipline | Resultaat | Prestatie        |
| --------------------- | ---------- | --------- | ---------------- |
| Radik Biktsjentajev   | 1500 m (m) | 19e       | 1.47,04 (+3,09)  |
| Radik Biktsjentajev   | 5000 m (m) | 19e       | 6.31,47 (+16,81) |
| Sergej Iljoesjtsjenko | 5000 m (m) | 29e       | 6.38,09 (+23,43) |
| Vladimir Kostin       | 1500 m (m) | 39e       | 1.49,57 (+5,62)  |
| Vladimir Kostin       | 5000 m (m) | 31e       | 6.44,10 (+29,44) |
| Sergej Tsybenko       | 1000 m (m) | 27e       | 1.10,13 (+2,95)  |
| Sergej Tsybenko       | 1500 m (m) | 16e       | 1.46,40 (+2,45)  |
| Nikolaj Oeljanin      | 1500 m (m) | 36e       | 1.49,42 (+5,47)  |
|                       |            |           |                  |
| Anzjelika Gavrilova   | 1500 m (v) | 32e       | 2.03,22 (+9,20)  |
| Anzjelika Gavrilova   | 3000 m (v) | 28e       | 4.20,36 (+22,66) |
| Ljoedmila Prokasjeva  | 1000 m (v) | 28e       | 1.18,19 (+4,36)  |
| Ljoedmila Prokasjeva  | 3000 m (v) | 16e       | 4.09,74 (+12,04) |
| Ljoedmila Prokasjeva  | 5000 m (v) | dnf       | opgave           |
| Marina Poepina        | 1500 m (v) | 37e       | 2.05,13 (+11,11) |
| Marina Poepina        | 3000 m (v) | 27e       | 4.20,04 (+22,34) |

### Schansspringen
| Olympiër                                                                 | Discipline              | Resultaat | Prestatie |
| ------------------------------------------------------------------------ | ----------------------- | --------- | --- |
| Stanislav Filimonov                                                      | normale schans ind. (m) | 32e       | 209,5 p. — 111,5 p. (89,0 m) + 98,0 p. (83,5 m) kwalificatie 16e — 89,0 p. (111,5 m)                                     |
| Stanislav Filimonov                                                      | grote schans ind. (m)   | 30e       | 197,4 p. — 114,9 p. (120,5 m) + 82,5 p. (105,0 m) kwalificatie 25e — 111,0 p. (96,3 m)                                   |
| Pavel Gajdoek                                                            | normale schans ind. (m) | 44e       | 96,5 p. — 96,5 p. (82,5 m) + dnq kwalificatie 35e — 80,5 p. (92,0 m)                                                     |
| Pavel Gajdoek                                                            | grote schans ind. (m)   | 52e       | kwalificatie 38e — uitgeschakeld: 101,5 p. (76,2 m)                                                                      |
| Aleksandr Korobov                                                        | normale schans ind. (m) | 48e       | 85,5 p. — 85,5 p. (78,0 m) + dnq kwalificatie 38e — 80,5 p. (90,5 m)                                                     |
| Aleksandr Korobov                                                        | grote schans ind. (m)   | 60e       | kwalificatie 46e — uitgeschakeld: 96,5 p. (65,2 m)                                                                       |
| Maksim Poloenin                                                          | normale schans ind. (m) | 38e       | 103,5 p. — 103,5 p. (85,5 m) + dnq kwalificatie 24e — 87,0 p. (106,5 m)                                                  |
| Maksim Poloenin                                                          | grote schans ind. (m)   | 48e       | 83,1 p. — 83,1 p. (104,5 m) + dnq kwalificatie 28e — 109,0 p. (92,2 m)                                                   |
| Team Maksim Poloenin Stanislav Filimonov Aleksandr Korobov Pavel Gajdoek | grote schans team (m)   | 13e       | 621,1 punten 0,0 p. (dq) + 94,4 p. (110,5 m) 99,8 p. (113,5 m) + 97,1 p. (112,0 m) 87,9 p. (108,0 m) + 98,9 p. (113,0 m) |

### IJshockey
| Olympiër | Discipline | Resultaat | Prestatie |
| --- | ---------- | --------- | --- |
| Viktorija Adyjeva Ljoebov Aleksejeva Antonida Asonova Dinara Dikambajeva Tatjana Chlyzova Olga Konysjeva Olga Krjoekova Nadezjda Loseva Svetlana Maltseva Jekaterina Maltseva Olga Potapova Viktorija Sazonova Jelena Sjtelmajster Joelija Solovjova Oksana Tajkevitsj Natalja Troenova Ljoebov Vafina Svetlana Vasina Natalja Jakovtsjoek | vrouwen    | 8e        | Voorronde groep A: 0- 7 Kazachstan - Canada 0- 7 Kazachstan - Zweden 1- 4 Kazachstan - Rusland Wedstrijd om 5e t/m 8e plaats: 0- 4 Kazachstan - Duitsland Wedstrijd om de 7e plaats: 1- 2 Kazachstan - China |

Amerikaanse Maagdeneilanden · Andorra · Argentinië · Armenië · Australië · Azerbeidzjan · België · Bermuda · Bosnië en Herzegovina · Brazilië · Bulgarije · Canada · Chili · China · Chinees Taipei · Costa Rica · Cyprus · Denemarken · Duitsland · Estland · Fiji · Finland · Frankrijk · Georgië · Griekenland · Groot-Brittannië · Hongarije · Hongkong · Ierland · IJsland · India · Iran · Israël · Italië · Jamaica · Japan · Joegoslavië · Kameroen · Kazachstan · Kenia · Kirgizië · Kroatië · Letland · Libanon · Liechtenstein · Litouwen · Macedonië · Mexico · Moldavië · Monaco · Mongolië · Nederland · Nepal · Nieuw-Zeeland · Noorwegen · Oekraïne · Oezbekistan · Oostenrijk · Polen · Roemenië · Rusland · San Marino · Slovenië · Slowakije · Spanje · Tadzjikistan · Thailand · Trinidad en Tobago · Tsjechië · Turkije · Venezuela · Verenigde Staten · Wit-Rusland · Zuid-Afrika · Zuid-Korea · Zweden · Zwitserland

Uitgesloten van deelname: Puerto Rico